# 胡济邦
胡济邦（1911年11月1日—1995年2月7日）女，浙江永康人，中华民国及中华人民共和国记者、外交官。是第二次世界大战苏德战场上唯一的中国记者。

## 生平

### 参加学生运动
1911年11月1日（农历九月十一日），胡济邦出生于永康县古山镇一个贫苦家庭。早年入崇正小学（即古山小学）学习。1923年秋，考入永康县初级女子师范学校。1926年，经二哥胡济川帮助，入山东济南东城根中学。1927年，考入杭州一所女子法政学校，开始接触革命思想。1928年夏，考入南京国立中央大学经济系。在国立中央大学期间，接受了马列主义，加入反帝大同盟（中共领导的群众团体，任弼时、潘汉年等曾参与领导工作）。
1931年九一八事变后，1931年12月，北平学生南下示威团抵达南京。12月17日，南京、北平、天津、上海、武汉、广州、安庆、苏州、济南等地学生3万多人，从中央大学出发，举行联合总示威。国民党当局镇压南京珍珠桥《中央日报》社门前的示威人群，一名学生死亡，100余名学生受伤，60余名学生被捕，史称“珍珠桥惨案”。其时，胡济邦为中央大学“护校委员会”13名委员之一。1932年夏，因参加抗日运动，胡济邦被中央大学开除。21岁的胡济邦当即赴北平，到北京大学旁听，同时参加革命活动。在北京大学期间，胡济邦学会了日语、拉丁语、世界语。胡济邦一生先后掌握了英语、法语、俄语、日语、匈牙利语、拉丁语等语言。

### 任职国民政府
1933年春，经在国民政府兵工署预算处当会计的四哥胡济时介绍，胡济邦任兵工署署长俞大维的儿子的英语家庭教师。胡济邦外形俊美，善长交际，很受俞大维全家上下喜爱。俞大维对胡济邦从不怀疑，还曾主动与胡济邦谈论中国国民党内幕消息。1933年7月，俞大维上庐山参加蒋介石为制定第五次围剿中央苏区红军行动方案而召开的军事会议后，回到南京家中对胡济邦说：“蒋委员长在庐山召开军事会议，部署了进剿共军的详细计划。我看朱毛红军这次恐怕不长了……”胡济邦由此判断俞大维有蒋介石的剿共计划，随即从俞大维自庐山带回的军事文件中找出有关材料并拍照，送交党组织。不久，江西瑞金中央苏区的红色通讯社刊登了这些绝密文件。
1933年夏，经二哥胡济川、老师何浩若推荐，又有俞大维、胡济时说合，胡济邦凭英语流利，进入国民政府外交部国际司五科（护照科）任科员（属荐任级官员）。1934年春，胡济邦经卢涛（卢志英）介绍，秘密加入中国共产党。不久，中国国民党中央候补执行委员、立法院立法委员、中共秘密党员王昆仑来找胡济邦，请她办几张赴苏联的护照。当时在白色恐怖下，若按正常渠道申请护照，便是自投罗网。所以中国共产党人通常自满洲里或新疆偷越国境到苏联，但很危险。若有护照则可安全方便地出国绕道去苏联。王昆仑很快就从胡济邦处取得16本护照，但将护照从南京送往上海有关人员手中仍是难题。由于王昆仑早已被军统盯上，受到沈醉监视，所以胡济邦假扮王昆仑的情人，以到上海度周末为由，双双从南京到上海。沈醉在上海霞飞路霞飞坊王公馆周围布控，但王昆仑、胡济邦在上海站下车后，没有来王公馆，胡济邦入住东方饭店，王昆仑入住青年会，两人随即到此前约好的接头地点，将护照交给中共党组织。时任中共中央军委书记、总管中央特科的周恩来，在中华人民共和国成立后，曾当面夸王昆仑、胡济邦：“多亏你们搞到了出国护照！”

### 苏德战争记者
1934年，胡济邦加入中国共产党。1935年，胡济邦被派任为中国驻苏联使馆随员（新闻专员）。中共党组织交给她的任务是，利用使馆的岗位为中共也包括为联共（布）做工作。1936年初，胡济邦乘苏联破冰船抵达海参崴，随后坐火车9天9夜，穿过西伯利亚来到莫斯科。此后在苏联工作生活13年。1937年，曾赴英国、法国、德国、瑞士考察。1937年中国抗日战争爆发后，胡济邦兼任中苏文化协会驻苏代表，该兼职后来又使她兼任《中苏文化》杂志驻苏记者。
1941年6月22日（星期日），苏德战争爆发。当天清晨，广播中传出该消息以及莫洛托夫的讲话时，正在莫斯科的旧使馆寓所洗头的胡济邦非常震惊。当时胡济邦正在莫斯科计划经济学院学习，她随即赶到学院。此后，胡济邦亲历了苏德战争全过程。从1941年到1946年，胡济邦在中国《中苏文化》杂志上发表大量有关苏德战争各战场的战地报道，例如《解围前的列宁格勒》、《列宁格勒的九百个日日夜夜》、《解放后的斯大林格勒》、《莫斯科大会战》、《庆祝全民胜利中的莫斯科》，还有大量战地照片。胡济邦回忆道：
在苏德战场上，我带着爱，带着恨，真实地记录下许多战时的实况。我和埃德加·斯诺先生在斯摩棱斯克森林时遇到了3名苏军女战士。她们对我们说：“我们无法容忍德国鬼子，现在只有一条路，在森林里当猎人。”我问：“猎物多吗？”她们笑了：“德国人就是猎物呀！”这个姑娘说得好凶险。我问她杀过人吗？她说她看着开枪打倒了德国鬼子。我对斯诺说，苏联必胜，德军必败。

1942年春，胡济邦曾赴伊朗、埃及考察。斯大林格勒保卫战刚刚结束时，1943年初，胡济邦和美国记者埃德加·斯诺、英国记者夏庇若即被批准到斯大林格勒采访。胡济邦带着烟酒及自己包的饺子，乘军用飞机到斯大林格勒。城内一片废墟，德军尸体血肉模糊，散发出焦糊味。苏联工兵正在引爆残留的地雷、炸弹。苏军第62集团军司令崔可夫将军举行晚宴招待记者，并单独接见胡济邦作长时间采访。当时，崔可夫派副官将胡济邦接到司令部，胡济邦踏着齐膝积雪前往，崔可夫本人在指挥所（设在离前沿阵地300米的伏尔加河岸上的洞穴里）门口迎接。崔可夫介绍，斯大林格勒保卫战异常残酷激烈，希特勒动用150万兵力，短时间内向城内投下100万枚重型炸弹，一天里苏军司令部里就有61名参谋牺牲或负伤。“但是，冒着猛烈炮火的苏联军民就死守在伏尔加河岸边，岿然不动。德军寸步难行，无法前进……最后歼灭德军35万人。”崔可夫在抗日战争初期曾到中国任苏联驻华使馆武官，他赞扬了中国军民在抗日战争中的英勇事迹，并笑着告诉胡济邦自己身边还留着一支中国制造的大手电筒。在崔可夫的前线指挥所，胡济邦见到被俘的德军元帅鲍卢斯及其部下的坦尼尔中将、史列麦中将、德斯伯少将、乌尔夫少将、米特留准将。鲍卢斯在一间小屋里接受了胡济邦的采访。就是这次赴斯大林格勒的采访中，斯诺为胡济邦拍下了一张著名的照片：“全副武装”的胡济邦在零下40摄氏度的寒风中伫立在斯大林格勒街头。斯大林格勒保卫战大捷后的第四天，1943年2月6日，胡济邦从战地向中国发回一万多字的专电《解放后的斯大林格勒》，这篇长篇通讯成为历史的记录。
胡济邦在回忆苏德战争时说: 
二次世界大战苏德战争爆发后，我担任《中苏文化》驻苏记者，亲身经历和目睹了这场战争。在战争期间，我曾以记者资格与各国驻苏记者同往斯大林格勒、列宁格勒、莫斯科战场、克里米亚、波罗的海及乌克兰各战区。同时，我也曾去过基辅，参加了基辅对德国战犯的审判；参加了战时及战后在莫斯科举行的各种国际会议：如四外长（指1945年10月美、英、苏、中四国外长）及三外长（指1945年美、英、苏、三国外长）会议，各国政府代表团与党政领袖之访问莫斯科以及苏联最高会议等，均以记者或新闻秘书身份参加了他们举行的记者招待会。
在苏联期间，以及在1950年代中期，胡济邦充分发挥语言天赋。她和苏联斯大林元帅说俄语，俄语是在苏联学的；和美国罗斯福、杜鲁门总统，英国张伯伦、丘吉尔首相说英语；和法国戴高乐将军说法语，法语她在苏联学过两年；还用俄语和匈牙利语采访过南斯拉夫铁托总统、匈牙利卡达尔总书记、马罗山副总理。胡济邦曾在马列（周恩来外事秘书，中华人民共和国驻匈牙利大使）之前任周恩来的俄文翻译及秘书，还曾临时为叶剑英、聂荣臻当俄语译员。胡济邦给接受她采访的各国政要、名人以及各国记者留下深刻印象。

### 战后与归国
1945年5月9日德国投降当天，胡济邦写下了《庆祝全民胜利中的莫斯科》。1945年夏，胡济邦随苏联红军到罗马尼亚、波兰。1946年，胡济邦考察瑞典、芬兰、丹麦、南斯拉夫、法国。1946年，胡济邦应南斯拉夫政府邀请，参加了米哈济维奇审判案，并且单独考察了南斯拉夫全国6个共和邦，调查采访了部长、基层干部、士兵，最后在黑山采访了铁托总统，她此行还列席了巴尔干经济委员会以及保加利亚领土委员会会议。不久，在巴黎召开的解决南斯拉夫和意大利领土问题的会议上，凭借对南斯拉夫情况的了解，胡济邦撰写了一份3万多字的考察报告，对问题解决起了积极作用。1947年，胡济邦考察捷克斯洛伐克、波兰。1948年，出访捷克斯洛伐克、意大利、法国、瑞士。
1949年3月底，胡济邦离开莫斯科回国。1949年中华人民共和国成立后，胡济邦参加了中央人民政府外交部的筹建工作。1949年11月8日，中央人民政府外交部在北京召开成立大会，胡济邦任外交部办公厅秘书处副处长。当时，中央人民政府缺乏有外交经历的外语人才。周恩来为即将赴任的驻外大使及夫人们请来阎宝航、胡济邦教授外交礼仪。这批驻外大使及夫人们都是从太行山、延安的革命队伍里成长起来的，大使们许多都是将军，阎宝航、胡济邦教授得非常细致。将军外交家、中华人民共和国外交部副部长耿飙（中华人民共和国首任驻瑞典大使兼首任驻丹麦、芬兰公使，驻巴基斯坦、缅甸、阿尔巴尼亚大使）回忆道：
记得有一次，我们这些大使和夫人们，在外交部办公厅副主任阎宝航和胡济邦的率领下，全体人马开到北京饭店举行彩排。彩排的主要内容是吃西餐，包括怎样安排主人和客人的座位，怎样执刀弄叉，怎样切肉喝汤，怎样铺餐巾，怎样抹黄油等等，每个人都全过程地演练一遍，直到阎宝航和胡济邦点头满意为止。
1950年代中期，根据刘少奇提出的应派一些老记者出去走走的指示，胡济邦离开外交部，调到《人民日报》国际部任记者评论员，同时任全国记协国际联络部部长。
1979年，胡济邦的丈夫毕季龙出任联合国副秘书长，胡济邦调任中国常驻联合国代表团参赞，在美国纽约任职6年，直到1985年卸职。
1995年2月7日，胡济邦在上海逝世。

## 后事
2015年5月7日，在出席俄罗斯纪念卫国战争胜利70周年庆典并访问俄罗斯前夕，中华人民共和国主席习近平在俄罗斯《俄罗斯报》发表署名文章《铭记历史，开创未来》，其中提到：“中国女记者胡济邦以柔弱之躯全程经历卫国战争，冒着炮火报道了苏联人民的坚贞不屈、法西斯军队的残暴、俄罗斯军民胜利的喜悦，鼓舞了中俄两国军民抗战到底的决心。”

## 家庭
- 二哥：胡济川
- 四哥：胡济时
- 丈夫：毕季龙，中央大学同学，联合国副秘书长。